# 피에르 (알바니아)

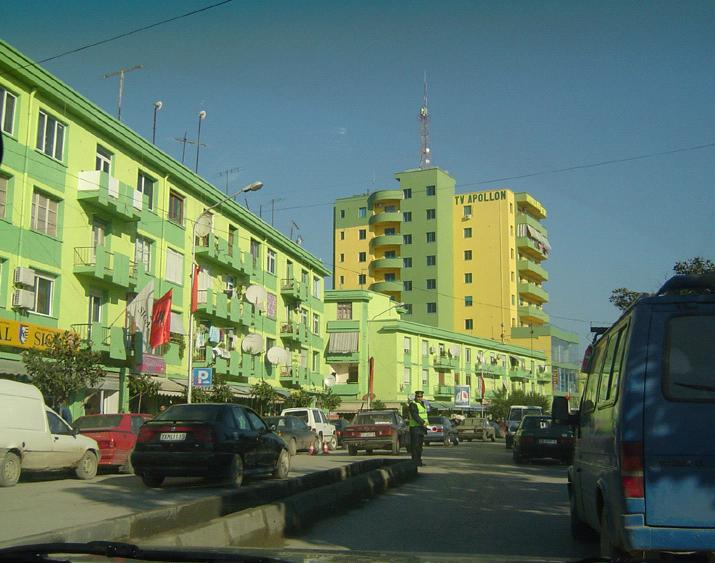
피에르

피에르(알바니아어: Fier) 또는 피에리(알바니아어: Fieri)는 알바니아 남서부에 위치한 도시로, 피에르주의 주도이자 피에르현의 현청 소재지이며 인구는 82,297명(2005년 기준)이다. 시에서 8km 정도 떨어진 지점에 고대 그리스의 도시 아폴로니아가 있다.

## 자매 도시
- 미국 오하이오주 클리블랜드